# Listă de regizoare de film și televiziune
Aceasta este o listă de regizoare de film și televiziune după naționalitate.
Cuprins: Început - 0–9 A B C D E F G H I J K L M N O P Q R S T U V W X Y Z

## A
- Jennifer Abbott (Canada)
- Sarah Abbott (Canada)
- Jennifer Abod (Statele Unite)
- Marguerite Abouet (Coasta de Fildeș)
- Abiola Abrams (Statele Unite)
- Mona Achache (Franța)[1]
- Nan Achnas (Indonezia)
- Ally Acker (Statele Unite)
- Jill Ackles (Statele Unite)
- Kasia Adamik (Polonia)
- Catlin Adams (Statele Unite)
- Joey Lauren Adams (Statele Unite)
- Perry Miller Adato (Statele Unite)
- Anita W. Addison (Statele Unite)
- Maren Ade (Germania)
- Harmony Adesola (Canada)
- Elvire Adjamonsi (Benin)
- Dianna Agron (Statele Unite)
- Yasmin Ahmad (Malaiezia)
- Peggy Ahwesh (Statele Unite)
- Shirikiana Aina (Statele Unite)
- Kyōko Aizome (Japonia)
- Omolola Ajao (Canada)
- Mania Akbari (Iran)
- Chantal Akerman (Belgia-Franța)
- Desiree Akhavan (Statele Unite)
- Zoya Akhtar (India)
- Nargis Akhter (Bangladesh)
- Atuat Akkitirq (Canada)
- Zaynê Akyol (Canada)
- Haifaa al-Mansour (Arabia Saudită)
- Gina Alajar (Filipine)
- Barbara Albert (Austria)
- Karin Albou (Franța)
- Victoria Aleksanyan (Armenia)
- Lexi Alexander (Statele Unite)
- Debbie Allen (Statele Unite)
- Elizabeth Allen (Statele Unite)
- Jennifer Alleyn (Canada)
- Natalia Almada (Mexic-Statele Unite)
- Mairzee Almas (Canada)
- Chihiro Amano (Japonia)
- Suzana Amaral (Brazilia)
- Tata Amaral (Brazilia)
- Barbra Amesbury (Canada)
- Ana Lily Amirpour (Regatul Unit-Statele Unite)
- Bonnie Ammaq (Canada)
- Valerie Amponsah (Canada)
- Allison Anders (Statele Unite)
- Deborah Anderson (Regatul Unit-Statele Unite)
- Gillian Anderson (Statele Unite)
- Jane Anderson (Statele Unite)
- Laurie Anderson (Statele Unite)
- Madeline Anderson (Statele Unite)
- Sarah Pia Anderson (Regatul Unit-Statele Unite)
- Sini Anderson (Statele Unite)
- Kamila Andini (Indonezia)
- Momoko Ando (Japonia)
- Fern Andra (Statele Unite)
- Scilla Andreen (Statele Unite)
- Joanna Angel (Statele Unite)
- Irene Angelico (Canada)
- Lucia Aniello (Statele Unite)
- Jennifer Aniston (Statele Unite)
- Catherine Annau (Canada)
- Martha Ansara (Australia)
- Jessie Anthony (Canada)
- Lisa Rose Apramian (Statele Unite)
- Shamim Ara (Pakistan)
- Danielle Arbid (Liban)
- Louise Archambault (Canada)
- Franțasca Archibugi (Italia)
- Fanny Ardant (Franța)
- Jane Arden (Regatul Unit)
- Asia Argento (Italia)
- Allison Argo (Statele Unite)
- Kay Armatage (Canada)
- Aviva Armour-Ostroff (Canada)
- Franny Armstrong (Regatul Unit)
- Gillian Armstrong (Australia)
- Alethea Arnaquq-Baril (Canada)
- Gwen Arner (Statele Unite)[2][3]
- Andrea Arnold (Regatul Unit)
- Patricia Arquette (Statele Unite)
- Rosanna Arquette (Statele Unite)
- Karen Arthur (Statele Unite)
- Natasha Arthy (Danemarca)
- Larysa Artiugina (Ucraina)
- Ritva Arvelo (Finlanda)
- Dorothy Arzner (Statele Unite)
- Dinara Asanova (URSS)
- Amma Asante (Regatul Unit)
- Mari Asato (Japonia)
- Katie Aselton (Statele Unite)
- Asinnajaq (Canada)
- Ratna Asmara (Indonezia)
- Dorothy A. Atabong (Canada)
- Daisy Aitkens (Regatul Unit)
- Jacqueline Audry (Franța)
- Shona Auerbach (Regatul Unit)
- Latesha Auger (Canada)
- Susan Avingaq (Canada)
- Ashley Avis (Statele Unite)
- Nurith Aviv (Franța)
- Ronit Avni (Canada)
- Tali Avrahami (Israel)
- Lisa Azuelos (Franța)

## B
- Beth B (Statele Unite)
- Jamie Babbit (Statele Unite)
- Iskra Babich (URSS)
- Julia Bacha
- Yamina Bachir-Chouikh (Algeria)
- Marina Rice Bader (Canada)
- Cindy Baer (Statele Unite)
- Jennifer Baichwal (Canada)
- Norma Bailey (Canada)
- Paule Baillargeon (Canada)
- Robin Bain
- Catherine Bainbridge (Canada)
- Josiane Balasko (Franța)
- Lucille Ball (Statele Unite)
- Marta Balletbò-Coll (Spania)
- Anne Bancroft (Statele Unite)
- Rakhshan Bani-Etemad (Iran)
- Elizabeth Banks (Statele Unite)
- Sofia Banzhaf (Canada)
- Manon Barbeau (Canada)
- Anaïs Barbeau-Lavalette (Canada)
- Laurence Ferreira Barbosa (Franța)
- Laura Bari
- Céline Baril (Canada)
- Neema Barnette (Statele Unite)
- Roseanne Barr (Statele Unite)
- Katherine Barrell (Canada)
- Cecilia Barriga (Chile)
- Drew Barrymore (Statele Unite)
- Maria Basaglia (Italia)
- Svetlana Baskova (Rusia)
- Angela Bassett (Statele Unite)
- Michal Bat-Adam (Israel)
- Joy Batchelor (Regatul Unit-Statele Unite)
- Kathy Bates (Statele Unite)
- Signe Baumane (Latvia-Statele Unite)
- Janet Baus (Statele Unite)
- Jordan Bayne (Statele Unite)[4][5][6][a]
- Amanda Bearse (Statele Unite)
- Maria Beatty
- Marjorie Beaucage (Canada)
- Renée Beaulieu (Canada)
- Gabrielle Beaumont (Regatul Unit-Statele Unite)
- André-Line Beauparlant (Canada)
- Aida Begić (Bosnia și Herțegovina)
- Fatma Begum
- Feryal Behzad (Iran)[7][8][9]
- Nancy Beiman (Canada)
- Esther Bell (Statele Unite)
- Jennifer Lyon Bell (Olanda-Statele Unite)
- Mary Lou Belli (Statele Unite)
- Edet Belzberg
- María Luisa Bemberg (Argentina)
- Nicol Ruiz Benavides (Chile)[10]
- Jessica Bendinger (Statele Unite)
- Yamina Benguigui (Algeria-Franța)
- Sadie Benning (Statele Unite)
- Denyse Benoit (Canada)
- Amber Benson (Statele Unite)
- Emmanuelle Bercot (Franța)
- Amy J. Berg (Statele Unite)
- Zaida Bergroth (Finlanda)
- Shari Springer Berman (Statele Unite)
- Joyce Bernal (Filipine)
- Halle Berry (Statele Unite)
- Juliet Berto (Franța)
- Diane Bertrand (Franța)
- Julie Bertuccelli (Franța)
- Maïwenn Le Besco (Franța)
- Jane Marsh Beveridge
- Troy Beyer (Statele Unite)
- Pooja Bhatt
- Natalie Bible' (Statele Unite)
- Ric Esther Bienstock (Canada)
- Susnne Bier (Danemarca)
- Kathryn Bigelow (Statele Unite)
- Anna Biller (Statele Unite)
- Patricia Birch (Statele Unite)
- Antonia Bird (Regatul Unit)
- Roshell Bissett (Canada)
- Sophie Bissonnette (Canada)
- Justine Bitagoye (Burundi)
- Simone Bitton (Morocco)
- Catherine Black (Canada, Statele Unite)
- Marthe Blackburn (Canada)
- Annick Blanc (Canada)
- Sonia Blangiardo (Statele Unite)
- Katja Blichfeld (Statele Unite)
- Alexis Bloom (Africa de Sud)
- Lidia Bobrova (Rusia)
- Marusya Bociurkiw (Canada)
- Emily Kai Bock (Canada)
- Anna Boden (Statele Unite)
- Sofia Bohdanowicz (Canada)
- Sonia Bonspille Boileau (Canada)
- Sophie Farkas Bolla (Canada)
- Icíar Bollaín (Spania)
- Natalya Bondarchuk (URSS-Rusia)
- Lisa Bonet (Statele Unite)
- Sandrine Bonnaire (Franța)
- Manju Borah
- Uisenma Borchu (Mongolia)
- Lizzie Borden (Statele Unite)
- Joyce Borenstein (Canada)
- Shonali Bose (India)
- Karen Boswall (Regatul Unit)
- Leyla Bouzid
- Kansas Bowling (Statele Unite)
- Muriel Box (Regatul Unit)
- Maureen Bradley (Canada)
- Madeline Brandeis (Statele Unite)
- Maryann Brandon (Statele Unite)
- Netalie Braun (Israel)
- Janicza Bravo (Statele Unite)
- Anja Breien (Norvegia)
- Catherine Breillat (Franța)
- Zabou Breitman (Franța)
- Pietra Brettkelly (Noua Zeelandă)
- Amit Breuer (Canada)
- Manon Briand (Canada)
- Zana Briski (Regatul Unit)
- Tricia Brock (Statele Unite)
- Beth Broderick (Statele Unite)
- Sandrine Brodeur-Desrosiers (Canada)
- Katrina Holden Bronson (Statele Unite)
- Katherine Brooks (Statele Unite)
- Julie Brown (Statele Unite)
- Christene Browne
- Frances Buss Buch (Statele Unite)
- Valerie Buhagiar
- Kathy Burke (Regatul Unit)
- Nanette Burstein (Statele Unite)
- Mira Burt-Wintonick (Canada)
- Maria Burton (Statele Unite)
- Sophia Bush (Statele Unite)
- Akosua Busia (Statele Unite)
- Andrea Bussmann (Canada)
- Mary Ellen Bute (Statele Unite)

## C
- Dominique Cabrera (Franța)
- Sophia Cacciola (Statele Unite)
- Anne-Marie Cadieux (Canada)
- Diane Cailhier (Canada)
- Liz Cairns (Canada)
- Terril Calder (Canada)
- Julia Cameron (Statele Unite)
- Jessica Cameron (Canada)
- Leah Cameron (Canada)
- Peg Campbell (Canada)
- Tisha Campbell-Martin (Statele Unite)
- Jane Campion (Noua Zeelandă)
- Kat Candler (Statele Unite)
- Jordan Canning (Canada)
- Dyan Cannon (Statele Unite)
- Kay Cannon (Statele Unite)
- Dominique Cardona (Canada)
- Fernanda Cardoso (Brazilia)
- Patricia Cardoso (Columbia-Statele Unite)
- Maggie Carey (Statele Unite)
- Edith Carlmar
- Niki Caro (Noua Zeelandă)
- Ana Carolina (Brazilia)
- Joan Carr-Wiggin (Canada)
- Albertina Carri (Argentina)
- Mélanie Carrier (Canada)
- Shelagh Carter (Canada)
- Kirsten Carthew (Canada)
- Alexandra Cassavetes
- Zoe Cassavetes (Statele Unite)
- Jacqueline Castel (Canada)
- Cecil Castellucci
- Ruth Caudeli (Spania)[11][12]
- Liliana Cavani (Italia)
- Geneviève Dulude-De Celles (Canada)
- Jennifer Celotta (Statele Unite)
- Thea Červenková (Cehoslovacia)
- Gurinder Chadha (Regatul Unit)
- Lydia Chagoll (Belgia)
- Ilene Chaiken (Statele Unite)
- Tanuja Chandra (India)
- Sylvia Chang (Taiwan)
- Karen Chapman (Canada)
- Lyne Charlebois (Canada)
- Miryam Charles (Canada)
- Martine Chartrand (Canada)
- Lilyan Chauvin (Statele Unite)
- Shu Lea Cheang (Taiwan)
- Shirley Cheechoo (Canada)
- Joan Chen (China)
- Evelyn Spice Cherry (Canada)
- Mabel Cheung (China)
- Sagari Chhabra (India)
- Patricia Chica (Canada-El Salvador)
- Abigail Child (Statele Unite)
- Aisling Chin-Yee (Canada)
- SJ Chiro (Statele Unite)
- Karen Cho (Canada)
- Monia Chokri (Canada)
- Lisa Cholodenko (Statele Unite)
- Joyce Chopra (Statele Unite)
- Zero Chou
- Deborah Chow (Canada)
- Věra Chytilová (Czech Republic)
- Katerina Cizek
- Julie St. Claire (Statele Unite)
- Shirley Clarke (Statele Unite)
- Millefiore Clarkes (Canada)
- Maja Classen
- Marie Clements (Canada)
- Jub Clerc (Australia)
- Susan Cohen
- Yulie Cohen (Israel)
- Isabel Coixet (Spania)
- Giada Colagrande (Italia)
- Fabienne Colas (Canada)
- Laurie Colbert (Canada)
- Janis Cole (Canada)
- Cristina Comencini (Italia)
- Nicole Conn (Statele Unite)
- Heather Connell (Statele Unite)
- Lisa Connor (Statele Unite)
- Janice Cooke-Leonard (Statele Unite)
- Martha Coolidge (Statele Unite)
- Nancy Cooperstein (Statele Unite)
- Eleanor Coppola (Statele Unite)
- Sofia Coppola (Statele Unite)
- Cristina Kotz Cornejo (Statele Unite-Argentina)
- Larissa Corriveau (Canada)
- Catherine Corsini (Franța)
- Helena Cortesina (Spania)
- Ghyslaine Côté (Canada)
- Michèle Cournoyer (Canada)
- Marie-Hélène Cousineau (Canada)
- Courteney Cox (Statele Unite)
- Kelly Fremon Craig (Statele Unite)
- Barbara Cranmer (Canada)
- Judith Crawley (Canada)
- Leanna Creel (Statele Unite)
- Jeanne Crépeau (Canada)
- Nancy Criss (Statele Unite)
- Suzanne Crocker (Canada)
- Emma-Kate Croghan (Australia)
- Caitlin Cronenberg (Canada)
- Catherine Crouch
- Fiona Cumming (Regatul Unit)
- Carolynne Cunningham
- Shelley Curtis (Statele Unite)
- Thirza Cuthand (Canada)

## D
- Cherien Dabis (Statele Unite)
- Nia DaCosta (Statele Unite)
- Eva Dahr (Norvegia)
- Holly Dale (Canada)
- Marie-Julie Dallaire (Canada)
- Tamela D'Amico
- Aimée Danis (Canada)
- Mireille Dansereau (Canada)
- Gia Darling
- Joan Darling (Statele Unite)
- Rima Das (India)
- Julie Dash (Statele Unite)
- Charlotte Dauphin (Franța)
- Byambasuren Davaa (Mongolia-Germania)
- Dorothy Davenport (Statele Unite) (also as Mrs. Wallace Reid)
- Marie Davignon (Canada)
- Tamra Davis (Statele Unite)
- Roxann Dawson (Statele Unite)
- Deborah Day (Canada)
- Linda Day (Statele Unite)
- Camille de Casabianca (Franța)
- Laura de Jonge (Canada)
- Maria de Medeiros (Portugalia)
- Miranda de Pencier (Canada)
- Charlotte de Turckheim (Franța)
- Marina de Van (Franța)
- Autumn de Wilde (Statele Unite)
- Rowan Deacon (Regatul Unit)
- Josephine Decker (Statele Unite)
- Tracey Deer (Canada)
- Regine Deforges (Franța)
- Donna Deitch (Statele Unite)
- Katrina del Mar (Statele Unite)
- Julie Delpy (Franța-Statele Unite)
- Paula Delsol (Franța)
- Claire Denis (Franța)
- Pouran Derakhshandeh (Iran)
- Sophie Deraspe (Canada)
- Maya Deren (Statele Unite)
- Dhvani Desai (India)
- Virginie Despentes (Franța)
- Arundhati Devi (India)
- Aminder Dhaliwal (Canada)
- Aishwarya R. Dhanush (India)
- Katherine Dieckmann (Statele Unite)
- Susie Dietter (Statele Unite)
- Nia Dinata (Indonezia)
- Mati Diop (Franța)
- Zoe Dirse (Canada)
- Abigail Disney (Statele Unite)
- Leila Djansi (Statele Unite-Ghana)
- Assia Djebar (Algeria)
- Nana Djordjadze (Georgia)
- Shannen Doherty (Statele Unite)
- Gail Dolgin (Statele Unite)
- Trish Dolman (Canada)
- Mary Agnes Donoghue (Statele Unite)
- Mia Donovan (Canada)
- Andrea Dorfman (Canada)
- Anita Doron (Canada)
- Doris Dörrie (Germania)
- Nicole Dorsey (Canada)
- Illeana Douglas (Statele Unite)
- Elissa Down (Australia)
- Rosvita Dransfeld (Canada)
- Polly Draper (Statele Unite)
- Fran Drescher (Statele Unite)
- Marie Dressler (Canada)
- Mr. and Mrs. Sidney Drew
- Kate Drummond (Canada)
- Julia Ducournau (Franța)
- Germaine Dulac (Franța)
- Alma Duncan (Canada)
- Lena Dunham (Statele Unite)
- Jan Dunn (Regatul Unit)
- Cheryl Dunye (Liberia-Statele Unite)
- Sophie Dupuis (Canada)
- Marguerite Duras (Franța)
- Clea DuVall (Statele Unite)
- Ava DuVernay (Statele Unite)
- Gaëlle d'Ynglemare (Canada)

## E
- Christine Edzard (Franța)
- Blessing Effiom Egbe (Nigeria)[13][14][15][b]
- Michelle Ehlen (Statele Unite)
- Debra Eisenstadt
- Jihan El-Tahri
- Jan Eliasberg (Statele Unite)
- Phyllis Ellis (Canada)
- Bille Eltringham (Regatul Unit-Statele Unite)
- Sheri Elwood (Canada)
- Erma Elzy-Jones (Statele Unite)
- Anne Émond (Canada)
- Esther Eng (Statele Unite)
- Diane English (Statele Unite)
- Jackie English (Canada)
- Ildikó Enyedi (Ungaria)
- Nora Ephron (Statele Unite)
- Marie Epstein
- Abby Epstein (Statele Unite)
- Anna Eriksson (Finlanda)
- Deniz Gamze Ergüven
- Claudia Morgado Escanilla (Canada)
- Danishka Esterhazy (Canada)
- Bang Eun-jin (Coreea de Sud)
- Yasmin Evering-Kerr (Canada)
- Ewa Ewart (Polonia)
- Valie Export (Austria)
- Tali Shalom Ezer (Israel)

## F
- Trey Fanjoy (Statele Unite)
- Mitra Farahani
- Danielle Faraldo (Statele Unite)
- Coralie Fargeat (Franța)
- Valerie Faris (Statele Unite)
- Marianne Farley (Canada)
- Vera Farmiga
- Forough Farrokhzad
- Sepideh Farsi
- Safi Faye (Senegal)
- Daniela Fejerman (Argentina)
- Rachel Feldman (Statele Unite)
- Emerald Fennell (Regatul Unit)
- Lynne Fernie (Canada)
- Pascale Ferran (Franța)
- Pepita Ferrari (Canada)
- Sally Field (Statele Unite)
- Chip Fields (Statele Unite)
- Kim Fields (Statele Unite)
- Martha Fiennes (Regatul Unit)
- Sophie Fiennes (Regatul Unit)
- Denise Filiatrault (Canada)
- Lee Filipovski (Canada)
- Roberta Findlay (Statele Unite)
- Frauke Finsterwalder (Germania)
- Jenna Fischer (Statele Unite)
- Jennifer Flackett (Statele Unite)
- Tracy Flannigan
- Luise Fleck
- Ann Marie Fleming (Canada)
- Anne Fletcher (Statele Unite)
- Shannon Flynn (Statele Unite)
- Anna Foerster
- Susanna Fogel (Statele Unite)
- Cheryl Foggo (Canada)
- Deanne Foley (Canada)
- Sheree Folkson
- Megan Follows (Canada)
- Anne Fontaine (Luxembuurg)
- Maya Forbes (Statele Unite)
- Amanda Forbis (Canada)
- Victoria Forester (Canada)
- Mira Fornay (Slovacia)
- Sadaf Foroughi (Iran)
- Kyllikki Forssell (Finlanda)
- Sarah Fortin (Canada)
- Amparo Fortuny (Spania)
- Gwendolyn Audrey Foster (Statele Unite)
- Jodie Foster (Statele Unite)
- Kathryn Foster (Statele Unite)
- Lilibet Foster (Statele Unite)
- Tori Foster (Canada)
- Beryl Fox (Canada)
- Jennifer Fox
- Sarain Fox (Canada)
- Rana Abu Fraihah (Palestine-Israel)
- Bonnie Franklin (Statele Unite)
- Raquel Freire (Portugalia)
- Camelia Frieberg (Canada)
- Liz Friedlander (Statele Unite)
- Kim Friedman
- Vivi Friedman (Finlanda-Statele Unite)
- Kim Friedman (Statele Unite)
- Su Friedrich (Statele Unite)
- Shirley Frimpong-Manso
- Grete Frische
- Sarah Frost (Statele Unite)
- Soleil Moon Frye (Statele Unite)
- Pamela Fryman (Statele Unite)
- Kei Fujiwara
- Belén Funes (Spania)
- Mellissa Fung (Canada)
- Kelly Fyffe-Marshall (Canada)

## G
- Bethany Joy Galeotti (Statele Unite)
- Maya Gallus (Canada)
- Nisha Ganatra (Canada)
- Shruti Ganguly (India)[16][17]
- Liz GarbStatele Unite (Statele Unite)
- Emmanuelle Schick Garcia (Canada)
- Nicole Garcia (Algeria Franceză)
- Jennifer Garner (Statele Unite)
- Jem Garrard (Canada)
- Katy Garretson (Statele Unite)
- Jennie Garth (Statele Unite)
- Sarah Baril Gaudet (Canada)
- Karen Gaviola (Statele Unite)
- Julie Gavras (Franța)
- Sarah Gavron (Regatul Unit)
- Katrin Gebbe (Germania)
- Ngardy Conteh George (Canada)
- Geretta Geretta
- Valeriya Gai Germanika (Rusia)
- Greta Gerwig (Statele Unite)
- Jennifer Getzinger (Statele Unite)
- Tina Gharavi (Iran-Statele Unite-Regatul Unit-Noua Zeelandă)
- Coky Giedroyc (Regatul Unit)
- Maria Giese (Statele Unite)
- Melody Gilbert
- Melissa Gilbert (Statele Unite)
- Leah Gilliam (Statele Unite)
- Abby Ginzberg (Statele Unite)
- Tess Girard (Canada)
- Lillian Gish (Statele Unite)
- Ellen Gittelsohn (Statele Unite)
- Rose Glass (Regatul Unit)
- Lesli Linka Glatter (Statele Unite)
- Delphine Gleize (Franța)
- Alesia Glidewell (Statele Unite)
- Lana Gogoberidze (URSS-Georgia)
- Dana Goldberg (Israel)
- Whoopi Goldberg (Statele Unite)
- Valeria Golino (Italia)
- Rosser Goodman (Statele Unite)
- Dennie Gordon (Statele Unite)
- Marleen Gorris (Olanda)
- Rachel Goslins
- Lisa Gottlieb (Statele Unite)
- Danis Goulet (Canada)
- Sophie Goyette (Canada)
- Marita Grabiak (Statele Unite)
- Briar Grace-Smith (Noua Zeelandă)
- Debra Granik (Statele Unite)
- Anais Granofsky (Canada)
- Lee Grant (Statele Unite)
- Susannah Grant (Statele Unite)
- Janet Greek (Statele Unite)
- Lynnie Greene (Statele Unite)
- Amy Greenfield
- Lauren Greenfield
- Maggie Greenwald (Statele Unite)
- Annie Griffin (Statele Unite-Regatul Unit)
- Allison Grodner (Statele Unite)
- Iveta Grófová (Slovakia)
- Esther Gronenborn
- Patricia Gruben (Canada)
- Aurora Guerrero (Statele Unite)
- Gigi Saul Guerrero (Canada)
- Luce Guilbeault (Canada)
- Sonali Gulati (India-Statele Unite)
- Xiaolu Guo
- Jasmine Guy (Statele Unite)
- Alice Guy-Blaché (Franța-Statele Unite)
- Maggie Gyllenhaal (Statele Unite)

## H
- Alli Haapasalo (Finlanda)
- Joana Hadjithomas (Liban)
- Lucile Hadžihalilović (Franța)
- Mona Zandi Haghighi (Iran)
- Helen Haig-Brown (Canada)
- Randa Haines (Statele Unite)
- Maha Haj (Palestine)
- Pam Hall (Canada)
- Sachi Hamano (Japonia)
- Lisa Gay Hamilton (Statele Unite)
- Sylvia Hamilton (Canada)
- Tanya Hamilton (Statele Unite)
- Barbara Hammer (Statele Unite)
- Sanaa Hamri (Maroc-Statele Unite)
- Michelle Handelman (Statele Unite)
- Kristin Hanggi (Statele Unite)
- Teresa Hannigan (Canada)
- Marion Hänsel (Belgia)
- Mia Hansen-Løve (Franța)
- Banchi Hanuse (Canada)
- Neasa Hardiman (Irlanda)
- Catherine Hardwicke (Statele Unite)
- Mariska Hargitay (Statele Unite)
- Alicia K. Harris (Canada)
- Danielle Harris (Statele Unite)
- Emily Harris (Regatul Unit)[18][19][c]
- Mary Harron (Canada)
- Jackée Harry (Statele Unite)
- Bobbi Jo Hart (Canada)
- Melissa Joan Hart (Statele Unite)
- Phoebe Hart (Australia)
- Gail Harvey (Canada)
- Jessica Hausner (Austria)
- Goldie Hawn (Statele Unite)
- Gwen Haworth (Canada)
- Salma Hayek (Mexic-Statele Unite)
- Helaine Head (Statele Unite)
- Leslye Headland (Statele Unite)
- Julie Hébert (Statele Unite)
- Anne Heche (Statele Unite)
- Jen Heck (Statele Unite)
- Amy Heckerling (Statele Unite)
- Sian Heder (Statele Unite)
- Birgit Hein (Germania)
- Manijeh Hekmat (Iran)
- Marielle Heller (Statele Unite)
- Katherine Helmond (Statele Unite)
- Heather Hemmens (Statele Unite)
- Felicia D. Henderson (Statele Unite)
- Maryam Henein (Canada)
- Jill Hennessy (Canada)
- Astrid Henning-Jensen (Danemarca)
- Kathleen Hepburn (Canada)
- Jennifer Love Hewitt (Statele Unite)
- Sachiko Hidari (Japonia)
- Heather Hill (Statele Unite)
- Cheryl Hines (Statele Unite)
- Ivy Ho (Hong Kong)
- Lyndall Hobbs (Australia-Statele Unite)
- Victoria Hochberg (Statele Unite)
- Tamar Simon Hoffs (Statele Unite)
- Joanna Hogg (Regatul Unit)
- Agnieszka Holland (Polonia)
- Helen Holmes (Statele Unite)
- Peggy Holmes (Statele Unite)
- Nicole Holofcener (Statele Unite)
- Mahboubeh Honarian (Iran-Canada)
- Solveig Hoogesteijn (Suedia-Venezuela)
- Zoe Leigh Hopkins (Canada)
- Gwyneth Horder-Payton (Statele Unite)
- Rebecca Horn (Germania)
- Mars Horodyski (Canada)
- Anna Maria Horsford (Statele Unite)
- Joan Horvath
- Sally El Hosaini (Regatul Unit-Egypt)
- Dianne Houston (Statele Unite)
- Bryce Dallas Howard (Statele Unite)
- Tiffany Hsiung (Canada)
- Huang Hui-zhen (Taiwan)
- Huang Xi (Taiwan)[20][21]
- Tasha Hubbard (Canada)
- Bronwen Hughes (Canada)
- Ann Hui (Hong Kong)
- Danielle Huillet (Franța)
- Bonnie Hunt (Statele Unite)
- Courtney Hunt (Statele Unite)
- Helen Hunt (Statele Unite)
- Nicki Hunter (Statele Unite)
- Tonya Hurley (Statele Unite)
- Zora Neale Hurston (Statele Unite)
- Anjelica Huston (Statele Unite)
- Sophie Hyde (Australia)

## I
- Ansa Ikonen (Finlanda)
- Indrani (Statele Unite-India)
- Dana Inkster (Canada)
- Laura Innes (Statele Unite)
- Nyla Innuksuk (Canada)
- Diana Lee Inosanto (Statele Unite)
- Bodil Ipsen (Danemarca)
- Elisapie Isaac (Canada)
- Debbie Isitt (Regatul Unit)
- Lula Ali Ismaïl (Canada)
- Madeline Ivalu (Canada)
- Julia Crawford Ivers (Statele Unite)
- Sangita Iyer (Canada)

## J
- Mehreen Jabbar
- Annemarie Jacir
- Lisa Jackson (Canada)
- Katie Jacobs (Statele Unite)
- Sarah Jacobson (Statele Unite)
- Jeong Jae-eun (Coreea de Sud)
- Wanda Jakubowska (Polonia)
- Anna Elizabeth James (Statele Unite)[22][23][24][d]
- Annabel Jankel (Regatul Unit-Statele Unite)
- Agnès Jaoui (Franța)
- Sophie Jarvis (Canada)
- Kathleen Jayme (Canada)
- Marianne Jean-Baptiste (Statele Unite)
- Christine Jeffs (New Zealand)
- Patty Jenkins (Statele Unite)
- Tamara Jenkins (Statele Unite)
- Caytha Jentis (Statele Unite)
- Katherine Jerkovic (Canada)
- Slater Jewell-Kemker (Canada)
- Renuka Jeyapalan (Canada)
- Xiao Jiang (China)
- Liu Jiayin (China)
- Xu Jinglei (China)
- Stephanie Johnes (Statele Unite)
- Amy Jo Johnson (Canada)
- Karen Johnson (Statele Unite)
- Kirsten Johnson (Statele Unite)
- Angelina Jolie (Statele Unite)
- Stephanie Joline (Canada)
- Amy Holden Jones (Statele Unite)
- G. B. Jones (Canada)
- Rachel Leah Jones (Statele Unite-Israel)
- Meryam Joobeur (Canada)
- Hella Joof (Danemarca)
- Yashira Jordán
- Mary Jordan (Canada-Statele Unite)
- Elena Jordi (Spania)
- Nana Jorjadze (URSS-Georgia)
- Suma Josson (India)
- Petra Joy
- Maureen Judge (Canada)
- Miranda July (Statele Unite)
- July Jung (Coreea de Sud)
- Ingrid Jungermann (Statele Unite)
- Marie-Ève Juste (Canada)

## K
- Wanuri Kahiu (Kenya)
- Shahnewaz Kakoli (Bangladesh)
- Kelley Kali (Statele Unite)
- Alex Kalymnios (Statele Unite)
- Deborah Kampmeier
- Ellie Kanner (Statele Unite)
- Nelly Kaplan
- Betty Kaplan (Argentina)
- Deborah Kaplan (Statele Unite)
- Prema Karanth (India)
- Niki Karimi (Iran)
- Anna Karina
- Alexa Karolinski (Germania)
- Matia Karrell (Statele Unite)
- Nicole Kassell (Statele Unite)
- Daphna Kastner (Canada)
- Nancy Kates (Statele Unite)
- Sandra Kaudelka (Germania)
- Ish Amitoj Kaur
- Mariko Kawana
- Naomi Kawase (Japonia)
- Diane Keaton (Statele Unite)
- Elodie Keene (Statele Unite)
- Alan Rowe Kelly (Statele Unite)
- Jennifer Kent (Australia)
- Elza Kephart (Canada)
- Amanda Kernell (Suedia)
- Sarah Kernochan (Statele Unite)
- Joanna Kerns (Statele Unite)
- T'Keyah Crystal Keymáh (Statele Unite)
- Dorota Kędzierzawska (Polonia)
- Noura Kevorkian (Syria-Canada)
- Farah Khan (India)
- Callie Khouri (Statele Unite)
- Beeban Kidron (Regatul Unit)
- Kaleena Kiff (Statele Unite)
- Ceyda Aslı Kılıçkıran
- Clare Kilner (Statele Unite)
- Gloria Ui Young Kim (Canada)
- Jacqueline Kim
- So Yong Kim (Coreea de Sud-Statele Unite)
- Regina King (Statele Unite)
- Eilis Kirwan (Irlanda)
- Eriko Kitagawa (Japonia)
- Bonnie Sherr Klein (Canada)
- Karen Knox (Canada)
- Ana Kokkinos (Australia)
- Kathy Kolla (Statele Unite)
- Franțas Koncan (Canada)
- Larysa Kondracki (Canada)
- Sudha Kongara (India)
- Barbara Kopple (Statele Unite)
- Torill Kove (Canada)
- Leonie Krippendorff (Germania)[25][26]
- Ellen Kuras (Statele Unite)
- Diane Kurys (Franța)
- Karyn Kusma (Statele Unite)
- Ayten Kuyululu (Turcia-Suedia-Australia)
- Julia Kwan (Canada)
- Sandra Kybartas (Canada)

## L
- Nadine Labaki (Liban)
- Vlasta Lah (Argentina)
- Christine Lahti (Statele Unite)
- Kalpana Lajmi (India)
- Karen Lam (Canada)
- Evelyn Lambart (Canada)
- Alix Lambert (Statele Unite)
- Mary Lambert (Statele Unite)
- Micheline Lanctôt (Canada)
- Jessica Landaw (Statele Unite)
- Valerie Landsburg (Statele Unite)
- Samantha Lang (Australia)
- Yelena Lanskaya (Statele Unite-Rusia)
- Tanya Lapointe (Canada)
- Brie Larson (Statele Unite)
- Michelle Latimer (Canada)
- Clara Law (China)
- Teza Lawrence (Canada)
- Tracie Laymon (Statele Unite)
- Alexandra Lazarowich (Canada)
- Margaret Lazarus (Statele Unite)
- Elizabeth Lazebnik (Canada)
- Lauren Lazin (Statele Unite)
- Caroline Leaf (Statele Unite-Canada)
- Jeanne Leblanc (Canada)
- Alexandra Leclère (Franța)
- Mimi Leder (Statele Unite)
- Carinne Leduc (Canada)
- Georgia Lee (Statele Unite)
- Helen Lee (Canada)
- Iara Lee (Brazilia)
- Jennifer Lee (Statele Unite)
- Karin Lee (Canada)
- Min Sook Lee (Canada)
- Sook-Yin Lee (Canada)
- Wendee Lee (Statele Unite)
- Kat Lehmer (Statele Unite)
- Jennifer Jason Leigh (Statele Unite)
- Julia Leigh (Australia)
- Rita Leistner (Canada)
- Valérie Lemercier (Franța)
- Kasi Lemmons (Statele Unite)
- Marquise Lepage (Canada)
- Glory Leppänen (Finlanda)
- Chloé Leriche (Canada)
- Mira Lesmana (Indonezia)
- Chandler Levack (Canada)
- Naomi Levine (Statele Unite)
- Anne Lévy-Morelle (Belgia)
- Mary Lewis (Canada)
- Sharon Lewis (Canada)
- Li Yu (family name: Li) (China)
- Leslie Libman (Statele Unite)
- Yin Lichuan (China)
- Allison Liddi-Brown (Statele Unite)
- Rakel Liekki (Finlanda)
- Sharon Liese (Statele Unite)
- Georgina Lightning (Canada)
- Nnegest Likké (Statele Unite)
- Desiree Lim (Malaiezia)
- Caroline Link (Germania)
- Tatyana Lioznova (URSS)
- Christine Lipinska (Franța)
- Marion Lipschutz (Statele Unite)
- Lynne Littman (Statele Unite)
- Renata Litvinova (Rusia)
- Jennie Livingston (Statele Unite)
- Ma Liwen (China)
- Claudia Llosa (Peru)
- Phyllida Lloyd (Regatul Unit)
- Jayne Loader (Statele Unite)
- Sondra Locke (Statele Unite)
- Barbara Loden (Statele Unite)
- Julia Loktev (Statele Unite)
- Brenda Longfellow (Canada)
- Kim Longinotto (Regatul Unit)
- Kamala Lopez (Statele Unite)
- Sophie Lorain (Canada)
- Ariane Louis-Seize (Canada)
- Juliana Luecking (Statele Unite)
- Agnieszka Lukasiak (Suedia)
- Kátia Lund (Brazilia)
- Luo Luo (China)
- Ida Lupino (Statele Unite)
- Joy Lusco (Statele Unite)
- Noémie Lvovsky (Franța)
- Lottie Lyell (Australia)
- Dorothy Lyman (Statele Unite)
- Tucia Lyman (Statele Unite)[27][28]
- Jennifer Lynch (Statele Unite)
- Lisbeth Lynghøft (Danemarca)
- Gillian Lynne (Regatul Unit)

## M
- Kate Maberly (Regatul Unit)
- Tina Mabry (Statele Unite)
- Hettie MacDonald (Regatul Unit)
- Shauna MacDonald (Canada)
- Michelle MacLaren (Canada-Statele Unite)
- Angelina Maccarone (Germania)
- Allison Mack (Statele Unite)
- Barbie MacLaurin (Regatul Unit)
- Alison Maclean (Canada)
- Aoife Madden
- Mary Madeiras (Statele Unite)
- Madhumitha
- Madonna (Statele Unite)
- Maria Maggenti (Statele Unite)
- Adriana Maggs (Statele Unite)
- Sharon Maguire (Regatul Unit)
- Donatella Maiorca (Italia)
- Maïwenn (Franța)
- Taru Mäkelä (Finlanda)
- Hana Makhmalbaf (Iran)
- Samira Makhmalbaf (Iran)
- Sarah Maldoror (Franța)
- Yassamin Maleknasr
- Anna Malle
- Nancy Malone (Statele Unite)
- Laura Mañá (Spania)
- Gail Mancuso (Statele Unite)
- Babette Mangolte
- Suhasini Maniratnam (India)
- Ami Canaan Mann (Statele Unite)
- Andrea Mann
- Émilie Mannering (Canada)
- Michelle Manning (Statele Unite)
- Dinah Manoff (Statele Unite)
- Auli Mantila (Finlanda)
- Sophie Marceau (Franța)
- Franțas Marion (Statele Unite)
- Eisha Marjara (Canada)
- Giulia Marletta
- Alina Marazzi (Italia)[29]
- Joanne Marcotte (Canada)
- Guylaine Maroist (Canada)
- Liz Marshall (Canada)
- Penny Marshall (Statele Unite)
- Tonie Marshall (Franța)
- Lucrecia Martel (Argentina)
- Catherine Martin (Canada)
- Darnell Martin (Statele Unite)
- Aurora Martinez
- Marsha Mason (Statele Unite)
- Laetitia Masson (Franța)
- Mary Stuart Masterson (Statele Unite)
- Anna Mastro
- Jean Mathieson (Canada)
- Yasmine Mathurin (Canada)
- Tomoko Matsunashi
- Gail Maurice (Canada)
- Elaine May (Statele Unite)
- Juliet May (Regatul Unit)
- Melanie Mayron (Statele Unite)
- Patricia Mazuy (Franța)
- Trish McAdam (Irlanda)
- Aoife McArdle (Irlanda)
- Elske McCain
- Beth McCarthy-Miller (Statele Unite)
- Claire McCarthy (Australia)
- Naomi McCormack (Canada)
- Jennette McCurdy (Statele Unite)
- Paulette McDonagh (Australia)
- Sally McDonald (Statele Unite)
- Francine McDougall (Australia-Statele Unite)
- Christine McGlade (Canada)
- Molly McGlynn (Canada)
- Mary McGuckian (Irlanda-Regatul Unit)
- Danica McKellar (Statele Unite)
- Ashley McKenzie (Canada)
- Nancy McKeon (Statele Unite)
- Gillian McKercher (Canada)
- Tawnia McKiernan (Statele Unite)
- Sheila McLaughlin (Statele Unite)
- Carolyn McMaster (Canada)
- Chelsea McMullan (Canada)
- Lucile McVey (2nd Mrs. Sidney Drew) (Statele Unite)
- Nancy Meckler (Regatul Unit)
- Ann Medina (Canada)
- Stella Meghie (Canada)
- Anisa Mehdi (Canada)
- Deepa Mehta (Canada-India)
- Vijaya Mehta (India)
- Hu Mei (China)
- Ursula Meier (Franța)
- Anna Melikian (Rusia)
- Kay Mellor (Regatul Unit)
- Linda Mendoza (Statele Unite)
- Weyni Mengesha (Canada)
- Nina Menkes
- Anjali Menon (India)
- Melanie Merkosky (Canada)
- Natalya Merkulova (Rusia)
- Agnès Merlet (Franța)
- Marzieh Meshkini (Iran)
- Márta Mészáros (Ungaria)
- Leah Meyerhoff (Statele Unite)
- Nancy Meyers (Statele Unite)
- Liu Miaomiao (China)
- Maude Michaud (Canada)
- Vanessa Middleton (Statele Unite)
- Anne-Marie Miéville (Switzerland)
- Ina Mihalache (Canada)
- Gia Milani (Canada)
- Tamineh Milani (Iran)
- Amy Miller (Canada)
- Elisa Miller
- Rebecca Miller (Statele Unite)
- Sharron Miller (Statele Unite)
- Jacquelyn Mills (Canada)
- Pilar Miró (Spania)
- Fawzia Mirza (Canada)
- Efrat Mishori (Israel)
- Adrienne Mitchell (Canada)
- Dorothea Mitchell (Canada)
- Martha Mitchell (Statele Unite)
- Monika Mitchell (Statele Unite-Canada)[30][31][e]
- Jill Mitwell (Statele Unite)
- Ariane Mnouchkine (Franța)
- Siue Moffat (Canada)
- Tracey Moffat (Australia)
- Hengameh Mofid
- Michelle Mohabeer (Canada)
- Hillie Molenaar
- Josefina Molina (Spania)
- Karen Moncrieff (Statele Unite)
- Nadine Monfils (Belgia)
- Caroline Monnet (Canada)
- Adriana Monti (Italia)
- Christine Moore (Statele Unite)
- Jocelyn Moorhouse
- Laura Mora (Colombia)
- Soudabeh Moradian
- Jeanne Moreau (Franța)
- Yolande Moreau (Belgia)
- Wendy Morgan (Canada)
- Stephanie Morgenstern (Canada)
- Makoto Moriwaki (Japonia)
- Carol Morley (Regatul Unit)
- Judy Morris
- Dee Mosbacher
- Kim Moses (Statele Unite)
- Emilia Mosquito
- Granaz Moussavi (Iran)
- Jasmin Mozaffari (Canada)
- Katharina Mückstein (Austria)[32]
- Nimisha Mukerji (Canada)
- April Mullen (Canada)
- Kira Muratova (URSS)
- Beth Murphy
- Colleen Murphy (Canada)
- Alison Murray (Canada-Regatul Unit)
- Tosca Musk (Canada)
- Jinna Mutune (Kenya)
- Anna Muylaert (Brazilia)
- Gloria Muzio (Statele Unite)
- Toni Myers (Canada)
- Léa Mysius (Franța)

## N
- Dana Nachman (Statele Unite)
- Fanta Régina Nacro
- Ruba Nadda (Canada)
- Janice Nadeau (Canada)
- Phyllis Nagy (Statele Unite)
- Mira Nair (India)
- Najwa Najjar (Palestina)
- Laurel Nakadate (Statele Unite)
- Shasha Nakhai (Canada)
- Isabelle Nanty (Franța)
- Darlene Naponse (Canada)
- Terre Nash (Canada)
- Sandra Nashaat
- Afia Nathaniel (Pakistan)
- Zarqa Nawaz (Canada)
- Anjali Nayar (Canada)
- Lynne Naylor (Canada)
- Mariam Ndagire (Uganda)
- Jennifer Yuh Nelson
- Laura Neri (Belgia)[33][34][f]
- Shirin Neshat
- Jennifer Siebel Newsom (Statele Unite)
- Carol Nguyen (Canada)
- Kim O. Nguyen (Vietnam-Statele Unite)[35][36]
- Nafiss Nia (Iran-The Netherlands)[37]
- Jill Nicholls (Regatul Unit)
- Lisa Niemi (Statele Unite)
- Jessica Nilsson
- Mika Ninagawa (Japonia)
- Vijaya Nirmala (India)
- Miwa Nishikawa (Japonia)
- Michelle Nolden (Canada)
- Peg Norman (Canada)
- Mabel Normand (Statele Unite)
- Isabel Noronha (Mozambic)
- Elvira Notari (Italia)
- Lily Nottage (Canada)
- Maria Novaro (Mexic)
- Lynn Novick (Statele Unite)
- Radda Novikova (Rusia)
- Cherie Nowlan (Australia-Regatul Unit)
- Marti Noxon (Statele Unite)
- Tereza Nvotová (Slovacia)

## O
- Mipo O (Japonia)
- Claire Oakley (Regatul Unit)
- Melanie Oates (Canada)
- Kim O'Bomsawin (Canada)
- Katharine O'Brien (Statele Unite)
- Shelagh O'Brien (Canada)
- Renee O'Connor (Statele Unite)
- Alice O'Fredericks (Danemarca)
- Eileen O'Meara (Statele Unite)
- Alanis Obomsawin (Canada)
- Diane Obomsawin (Canada)
- Paula van der Oest (Olanda)
- Naoko Ogigami (Japonia)
- Mipo Oh (Japonia)
- Linda Ohama (Canada)
- Annette K. Olesen (Danemarca)
- Susan Oliver (Statele Unite)
- Madeleine Olnek (Statele Unite)
- Jenni Olson (Statele Unite)
- Gulshat Omarova (Kazahstan)
- Yoko Ono (Statele Unite-Japonia)
- Midi Onodera (Canada)
- Ngozi Onwurah (Nigeria-Regatul Unit)
- Suemay Oram (Regatul Unit-Brazilia)[38]
- Ruth Orkin (Statele Unite)
- Renée Oro (Argentina)
- Katrin Ottarsdóttir (Faroe Islands)
- Ulrike Ottinger (Germania)
- Halima Ouardiri (Switzerland-Canada)
- Jackie Oudney (Regatul Unit)
- Akosua Adoma Owusu (Statele Unite)
- Jan Oxenberg (Statele Unite)

## P
- Nisha Pahuja (Canada)
- Indrani Pal-Chaudhuri (Statele Unite, India, Canada, Regatul Unit)
- Euzhan Palcy (Martinica)
- Gail Palmer
- Sai Paranjpye (India)
- Véréna Paravel (Franța)
- Megan Park (Canada)
- Claire Parker (Statele Unite-Franța)
- Francine Parker (Statele Unite)
- Gudrun Parker (Canada)
- Molly Parker (Canada)
- Pratibha Parmar (Kenya-Regatul Unit)
- Laura Parnes
- Christine Pascal (Franța)
- Stacie Passon (Statele Unite)
- Lesley Ann Patten (Canada)
- Paula Patton (Statele Unite)
- Nelofer Pazira
- Barbara Peeters (Statele Unite)
- Kimberly Peirce (Statele Unite)
- Andrée Pelletier (Canada)
- Francine Pelletier (Canada)
- Alexandra Pelosi (Statele Unite)
- Nadine Pequeneza (Canada)
- Sumitra Peries
- Cristina Perincioli (Switzerland-Germania)
- Janet Perlman
- Ellen Perry (Statele Unite)
- Donna Pescow (Statele Unite)
- Kristine Peterson
- Lori Petty (Statele Unite)
- Jennifer Phang (Statele Unite)
- Carmine Pierre-Dufour (Canada)
- Ileana Pietrobruno (Canada)
- Lydia Dean Pilcher (Statele Unite)
- Justine Pimlott (Canada)
- Carol Pineau
- Agnieszka Piotrowska (Regatul Unit)
- Zuzana Piussi (Slovakia)
- Mary Kay Place (Statele Unite)
- Jennifer Podemski (Canada)
- Amy Poehler (Statele Unite)
- Anne Claire Poirier (Canada)
- Laura Poitras (Statele Unite)
- Lindsey Pollard (Canada)
- Sarah Polley (Canada)
- Léa Pool (Switzerland-Canada)
- Leanne Pooley (Noua Zeelandă)
- Cynthia J. Popp (Statele Unite)
- Lourdes Portillo (Statele Unite-Mexic)
- Natalie Portman (Israel-Statele Unite)
- Franka Potente (Germania)
- Sally Potter (Regatul Unit)
- Brigitte Poupart (Canada)
- Deborah Pratt (Statele Unite)
- Olga Preobrazhenskaya (Imperiul Rus-URSS)
- Ellen S. Pressman (Statele Unite)
- Gaylene Preston (Noua Zeelandă)
- Carrie Preston (Statele Unite)
- Claire Prieto (Canada)
- Gina Prince-Bythewood (Statele Unite)
- Kardeisha Provo (Canada)
- Lkhagvadulam Purev-Ochir (Mongolia)

## Q
- Vivian Qu (China)
- Gracia Querejeta (Spania)
- Katell Quillévéré (Franța)
- Joanna Quinn (Regatul Unit)

## R
- Tahani Rached (Canada)
- Deborah Raffin (Statele Unite)
- Eliane Raheb (Liban)
- Rachel Raimist (Statele Unite)
- Yvonne Rainer (Statele Unite)
- Rajashree
- Soundarya Rajinikanth
- Peggy Rajski (Statele Unite)
- Bhanumathi Ramakrishna
- Lynne Ramsay (Regatul Unit)
- Suze Randall
- Roopa Rao (India)
- Jenny Raskin (Statele Unite)
- Irma Raush (URSS-Rusia)
- Olga Rautenkranzová (Cehoslovacia)
- Trisha Ray
- Amy Redford (Statele Unite)
- Cleo Reece (Canada)
- Jennifer Reeder (Statele Unite)
- Dee Rees (Statele Unite)
- Kelly Reichardt (Statele Unite)
- Halina Reijn (Netherlands)
- Lotte Reiniger (Germania-Regatul Unit)
- Catherine Reitman (Canada, Statele Unite)
- Revathi (India)
- Shabnam Rezaei (Statele Unite)
- Shonda Rhimes (Statele Unite)
- Cloudy Rhodes (Australia)
- Andrea Giles Rich (Statele Unite)
- Chantal Richard (Franța)
- Miranda Richardson (Regatul Unit)
- Patricia Richardson (Statele Unite)
- Salli Richardson (Statele Unite)
- Yoruba Richen (Statele Unite)
- Lisa Rideout (Canada)
- Leni Riefenstahl (Germania)
- Nicole Riegel (Statele Unite)
- Patricia Riggen (Mexic-Statele Unite)
- Diana Ringo (Finlanda)
- Tristan Risk (Canada)
- Marialy Rivas (Chile)
- Joan Rivers
- Chloé Robichaud (Canada)
- Angela Robinson (Statele Unite)
- Jennifer Kaytin Robinson (Statele Unite)
- Julie Anne Robinson (Regatul Unit)
- Melanie Rodriga
- Lina Rodriguez (Canada)
- Rosemary Rodriguez (Statele Unite)
- Gerry Rogers
- Juliana Rojas
- Sophy Romvari (Canada)
- Bethany Rooney (Statele Unite)
- Jeanne Roques (aka Musidora) (Franța)
- Alison E. Rose (Canada)
- Lee Rose (Statele Unite)
- Sue Rose (Statele Unite)
- Elizabeth Allen Rosenbaum (Statele Unite)
- Rose Rosenblatt (Statele Unite)
- Tatia Rosenthal
- Theola Ross (Canada)
- Tracee Ellis Ross (Statele Unite)
- Vanessa Roth
- Stephanie Rothman (Statele Unite)
- Brigitte Roüan (Franța)
- Candida Royalle
- Patricia Rozema (Canada)
- Catarina Ruivo (Portugalia)
- Marisa Ryan (Statele Unite)
- Marja-Lewis Ryan (Statele Unite)

## S
- Jocelyne Saab (Liban)
- Randa Chahal Sabag (Liban)
- Lynne Sachs (Statele Unite)
- Jean Sagal (Statele Unite)
- Leontine Sagan (Austria-Ungaria)
- Michelle St. John (Canada)
- Annie St-Pierre (Canada)
- Marie-Josée Saint-Pierre (Canada)
- Tazuko Sakane (Japonia)
- Gabriela Samper (Colombia)
- Helke Sander (Germania)
- Helma Sanders-Brahms (Germania)
- Isabel Sandoval (Filipine)
- Arlene Sanford (Statele Unite)
- Sangeeta (Pakistan)
- Satarupa Sanyal (India)
- Shamim Sarif (Regatul Unit)
- Valeria Sarmiento (Chile-Franța)
- Inoka Sathyangani (Sri Lanka)
- Shimako Satō (Japonia)
- Marjane Satrapi (Iran-Franța)
- Tina Satter (Statele Unite)
- Brigitte Sauriol (Canada)
- Savitri (India)
- Nancy Savoca (Statele Unite)
- Lorene Scafaria (Statele Unite)
- Lone Scherfig (Danemarca)
- Suzanne Schiffman (Franța)
- Greta Schiller (Statele Unite)
- Jillian Schlesinger (Statele Unite)
- Roslyn Schwartz (Canada)
- Céline Sciamma (Franța)
- Jordan Scott (Regatul Unit)
- Cynthia Scott (Canada)
- Nell Scovell (Statele Unite)
- Beverly Sebastion (Statele Unite)
- Lorraine Segato (Canada)
- Susan Seidelman (Statele Unite)
- Amy Seimetz (Statele Unite)
- Emma Seligman (Canada)
- Arna Selznick (Canada)
- Yoshiko Sembon (Japonia)
- Aparna Sen (India)
- Lorraine Senna (Statele Unite)
- Amy Serrano (Cuba-Statele Unite)
- Coline Serreau (Franța)
- Mary Sexton (Canada)
- Beverly Shaffer (Canada-Statele Unite)
- Lee Shallat-Chemel (Statele Unite)
- Meher Afroz Shaon (Bangladesh)
- Kathleen Shannon (Canada)
- Madeline Sharafian (Statele Unite)
- Jessica Sharzer (Statele Unite)
- Helen Shaver (Canada-Statele Unite)
- Tal Shefi (Statele Unite-Israel)
- Adrienne Shelly (Statele Unite)
- Angela Shelton (Statele Unite)
- Lynn Shelton (Statele Unite)
- Millicent Shelton (Statele Unite)
- Tali Shemesh (Israel)
- Larisa Shepitko (URSS)
- Kirsten Sheridan (Irlanda)
- Amy Sherman-Palladino (Statele Unite)
- Cindy Sherman (Statele Unite)
- Domee Shi (Canada)
- Ann Shin (Canada)
- Sofia Shinas (Canada)
- Nell Shipman (Canada)
- Janell Shirtcliff (Statele Unite)
- Tiffany Shlain (Statele Unite)
- Tima Shomali (Jordan)
- Cate Shortland (Australia)
- Andrea Shreeman (Statele Unite)
- Esfir Shub (URSS)
- Mina Shum (Canada)
- Huang Shuqin (China)
- Mrs. Sidney Drew (Statele Unite)
- Trish Sie (Statele Unite)
- Evann Siebens (Canada)
- Lois Siegel (Canada)
- Floria Sigismondi (Canada)
- Joan Micklin Silver (Statele Unite)
- Barbara Simmons (Statele Unite)
- Carla Simón (Spania)
- Lisa Simon (Statele Unite)
- Ellen Simpson (Canada)
- Madeleine Sims-Fewer (Canada)
- Anne-Marie Sirois (Canada)
- Thérèse Sita-Bella (Cameroon)
- Kari Skogland (Canada)
- Holly Goldberg Sloan (Statele Unite)
- Jean Smith (Canada)
- Alison Snowden (Regatul Unit-Canada)
- Helena Solberg (Brazilia)
- Yuliya Solntseva (URSS)
- Franțas-Anne Solomon (Canada-Trinidad și Tobago)
- Julia Solomonoff (Argentina)
- Mingmongkol Sonakul (Thailand)
- Celine Song (Canada)
- Safiya Songhai (Statele Unite)
- Susan Sontag (Statele Unite)
- Jen and Sylvia Soska (Canada)
- Jane Spencer (Statele Unite)
- Penelope Spheeris (Statele Unite)
- Jill Sprecher (Statele Unite)
- Avigail Sperber (Israel)
- Sylvia Spring (Canada)
- Emily Squires (Statele Unite)
- Yael Staav (Canada)
- Nicole Stamp (Canada)
- Wendey Stanzler (Statele Unite)
- Casandra Stark (Statele Unite)
- J.A. Steel (Statele Unite)
- Paprika Steen (Danemarca)
- Johanna Stein (Canada)
- Susan Steinberg (Statele Unite)
- Jennifer Steinman (Statele Unite)[39][40][g]
- Katherine Stenholm (Statele Unite)
- Martha Stephens (Statele Unite)
- Stella Stevens (Statele Unite)
- Julie Stewart (Canada)
- Ginny Stikeman (Canada)
- Virginia L. Stone (Statele Unite)
- Lynne Stopkewich (Canada)
- Brett Story (Canada)
- Barbra Streisand (Statele Unite)
- Susan Strickler (Statele Unite)
- Susan Stroman (Statele Unite)
- Amanda Strong (Canada)
- Vera Stroyeva (URSS)
- Sara Sugarman (Regatul Unit)
- Sabiha Sumar (Pakistan)
- Vaishnavi Sundar (India)
- Elizabeth Sung (Hong Kong)
- Alla Surikova (Rusia)
- Mouly Surya (Indonezia)
- Lela Swift (Statele Unite)
- Brigitte Sy (Franța)
- Ramata-Toulaye Sy (Franța)
- Małgorzata Szumowska (Polonia)

## T
- Elle-Máijá Tailfeathers (Canada)
- Rea Tajiri
- Lisa Takeba (Japonia)
- Tanya Talaga (Canada)
- Rachel Talalay (Statele Unite)
- Shashwati Talukdar
- Bhavna Talwar
- Amber Tamblyn (Statele Unite)
- Yuki Tanada (Japonia)
- Kinuyo Tanaka (Japonia)
- Loveleen Tandan
- Cyndi Tang (Statele Unite)
- Amanda Tapping (Canada-Statele Unite)
- Nadia Tass (Macedonia)
- Heather Taylor
- Sharine Taylor (Canada)
- Sam Taylor-Wood (Regatul Unit)
- Julie Taymor (Statele Unite)
- Sakane Tazuko
- Valeria Bruni Tedeschi (Italia-Franța)
- Nathalie Teirlinck (Belgia)
- Suzie Templeton
- Angela Tessinari (Statele Unite)
- Joan Tewkesbury (Statele Unite)
- Lucy Thane
- Betty Thomas (Statele Unite)
- Madison Thomas (Canada)
- May Miles Thomas
- Pam Thomas (Statele Unite)
- Caroline Thompson (Statele Unite)
- Danièle Thompson (Franța)
- Jessica M. Thompson (Statele Unite-Australia)
- Jody Thompson (Canada)
- Lea Thompson (Statele Unite)
- Ninja Thyberg (Suedia)[41][42][43]
- Wendy Tilby (Canada)
- Ondi Timoner (Statele Unite)
- Victory Tischler-Blue
- Stacy Title (Statele Unite)
- Kamala Todd (Canada)
- Loretta Todd (Canada)
- Weronika Tofilska (Polonia)
- Maria Sole Tognazzi (Italia)
- Pamela Tola (Finlanda)
- Farkhondeh Torabi
- Gariné Torossian
- Fina Torres (Venezuela)
- Pimpaka Towira (Thailanda)
- Sarah Townsend (Regatul Unit)
- Wendy Toye
- Mouna Traoré (Canada)
- Lindalee Tracey (Canada)
- Jackie Traverse (Canada)
- Julie Tremble (Canada)
- Monika Treut (Germania)
- Justine Triet (Franța)
- Nadine Trintignant (Franța)
- Lexie Findarle Trivundza (Statele Unite)[44][45]
- Anne Troake (Canada)
- Fien Troch (Belgia)
- Rose Troche (Statele Unite)
- Alice Troughton (Regatul Unit)
- Athina Rachel Tsangari (Greece)
- Susan Tully (Regatul Unit)
- Marie-Hélène Turcotte (Canada)
- Guinevere Turner (Statele Unite)
- Aisha Tyler (Statele Unite)
- Hermína Týrlová (Cehoslovacia)

## U
- Liv Ullmann (Norvegia)
- Sima Urale (Noua Zeelandă-Samoa)
- Urszula Urbaniak (Polonia)

## V
- Esther Valiquette (Canada)
- Agnès Varda (Franța; n. în Belgia)
- Flore Vasseur (Franța)[46][47]
- Pam Veasey (Statele Unite)
- Nicole Védrès (Franța)
- Ajita Suchitra Veera (India)
- Norma Safford Vela (Statele Unite)
- Ingrid Veninger (Canada)
- Katherena Vermette (Canada)
- Rhayne Vermette (Canada)
- Chris Vermorcken (Belgia)
- Myriam Verreault (Canada)
- Virginie Verrier (Franța)[48]
- Sandrine Veysset (Franța)
- Manuela Viegas (Portugalia)
- Teresa Villaverde (Portugalia)
- Vidhu Vincent (India)
- Michal Vinik (Israel)
- Bárbara Virgínia (Portugalia)
- Wiebke von Carolsfeld (Canada)
- Katja von Garnier (Germania)
- Daisy von Scherler Mayer (Statele Unite)
- Margarethe von Trotta (Germania)
- Jürgen Vsych (Statele Unite)
- Johanna Vuoksenmaa (Finlanda)

## W
- Lana & Lilly Wachowski (Statele Unite)
- Louise Wadley (Australia)
- Kristina Wagenbauer (Canada)
- Maria Wagner (Statele Unite)
- Sally Wainwright (Regatul Unit)
- Lucy Walker (Regatul Unit)
- Mary Walker-Sawka (Canada)
- Nancy Walker (Statele Unite)
- Dahvi Waller (Canada)
- Aisling Walsh (Irlanda)
- Dearbhla Walsh
- Shannon Walsh (Canada)
- Laura Wandel (Belgia)
- Aloha Wanderwell (Canada)
- Lulu Wang (Statele Unite)
- Rachel Ward (Australia)
- Sarah Watt (Australia)
- Kim Wayans (Statele Unite)
- Dreya Weber (Statele Unite)
- Lois Weber (Statele Unite)
- Zhao Wei
- Claudia Weill (Statele Unite)
- Leilah Weinraub (Statele Unite)
- Andrea Weiss (Statele Unite)
- Valerie Weiss (Statele Unite)
- Aerlyn Weissman (Canada)
- Yvonne Welbon (Statele Unite)
- Audrey Wells (Statele Unite)
- Charlotte Wells (Regatul Unit)
- Christine Welsh
- Jiang Wenli (China)
- Lina Wertmüller (Italia)
- Anne Wheeler (Canada)
- Sherry White (Canada)
- Susanna White (Regatul Unit)
- Roxann Whitebean (Canada)
- Kanchi Wichmann (Regatul Unit)
- Joyce Wieland (Canada)
- Nettie Wild (Canada)
- Olivia Wilde (Statele Unite)
- Dawn Wilkinson (Canada)
- Dena Williams (Canada)
- JoBeth Williams (Statele Unite)
- Tucky Williams (Statele Unite)
- Georgina Willis (Australia)
- Chandra Wilson (Statele Unite)
- Lois Wilson (Statele Unite)
- Margery Wilson (Statele Unite)
- Sandy Wilson (Canada)
- Doris Wishman (Statele Unite)
- Agnieszka Wojtowicz-Vosloo (Statele Unite)
- Christie Will Wolf (Canada)
- Mariloup Wolfe (Canada)
- Joyce Wong (Canada)
- Victoria Wood (Regatul Unit)
- Kate Woods (Australia-Statele Unite)
- Jacqueline Wright
- Robin Wright (Statele Unite)
- Alice Wu (Statele Unite)

## X
- Xue Xiaolu (China)

## Y
- Naoko Yamada (Japonia)
- Tizuka Yamasaki (Brazilia)
- Chikako Yamashiro (Japonia)
- Yūki Yamato (Japonia)
- Cathy Yan
- Ruby Yang (China)
- Yong-hi Yang
- Pamela Yates (Statele Unite)
- Linda Yellen (Statele Unite)
- Ning Ying (China)
- Suzi Yoonessi
- Yumi Yoshiyuki (Japonia)
- Aleysa Young (Canada)
- Heather Young (Canada)
- Byun Young-joo
- Nathalie Younglai (Canada)
- Asia Youngman (Canada)
- Jessica Yu (Statele Unite)

## Z
- Samia Zaman (Bangladesh)
- Sara Zandieh (Iran-Statele Unite)
- Monica Zanetti (Australia)[49][50][h]
- Yolande Zauberman (Franța)
- Jasmila Žbanić (Bosnia și Herțegovina)
- Ona Zee (Statele Unite)
- Maryanne Zéhil (Canada)
- Mai Zetterling (Suedia)
- Chenyang Zhao (China)
- Chloé Zhao (China-Statele Unite)
- Zhang Nuanxin (China)
- Binka Zhelyazkova (Bulgaria)
- Lydia Zimmermann (Spania)
- Sanja Živković (Serbia/Canada}
- Magdalena Zyzak (Statele Unite)